# Marco Rossi (ur. 1978)
Marco Rossi (ur. 1 kwietnia 1978 w Seravezzie) – włoski piłkarz występujący na pozycji pomocnika.

## Kariera klubowa
Marco Rossi zawodową karierę rozpoczynał w 1995 roku w drugoligowym AS Lucchese-Libertas. Podczas sezonu 1998/1999 przeniósł się do Salernitany Calcio, w barwach której zadebiutował w Serie A. Przygoda Rossiego z włoską ekstraklasą trwała jednak tylko 1 sezon, ponieważ Salernitana od razu spadła do drugiej ligi. Latem 2000 roku Rossi postanowił zmienić klub i podpisał kontrakt z Fiorentiną. Razem z nią w 2001 roku zdobył Puchar Włoch pokonując w finałowym dwumeczu Parmę.
Po rozegraniu 36 ligowych spotkań dla „Fioletowych” włoski pomocnik przeniósł się do beniaminka Serie A – Calcio Como. Dla nowego klubu zaliczył osiemnaście występów, a po spadku Como do drugiej ligi Rossi na jeden sezon został wypożyczony do drużyny Genoa FC. Zadebiutował 7 września 2003 roku w wygranym 1:0 spotkaniu przeciwko Ascoli Calcio. Rossi wywalczył sobie miejsce w podstawowej jedenastce, a sezon zakończył z 8 golami w 38 ligowych meczach. Działacze zespołu z Genui wykupili włoskiego pomocnika z Calcio Como na stałe.
W sezonie 2006/2007 Rossi razem z drużyną wywalczył awans do pierwszej ligi, w której Genoa zajęła 10. miejsce. 14 lutego 2010 roku Rossi zdobył oba gole dla ekipy „Rossoblu” w przegranym 2:3 meczu ligowym z Juventusem. Włoski piłkarz jest obecnie kapitanem Genoi.

## Kariera reprezentacyjna
Rossi ma za sobą sześć występów dla reprezentacji Włoch do lat 21, w której występował w latach 1997–2000. Razem z nią w 2000 roku sięgnął po tytuł mistrza Europy juniorów.